# Eviga gyllene fortet
Eviga gyllene fortet (kinesiska: 億載金城) är en försvarsanläggning i Anping i staden Tainan i Taiwan. Fästningen som tidigare kallades "Anping Great Fort" byggdes åren 1874–1876 för att försvara Taiwan mot invaderande japanska trupper. 

Det eviga gyllene fortet, 2017.

När Qing-tjänstemannen Shern Baotzen kom till Anping år 1874 började han att bygga fästningar för att skydda staden. Gyllene fortet byggdes med rött tegel från Fort Zeelandia efter europeiskt mönster av franska ingenjörer. Som första försvarsanläggning i Taiwan utrustades det med brittiska Armstrong-kanoner.
Fästningen är kvadratisk med bastioner i hörnen. Den omges av fortgravar och var beväpnad med både stora och små kanoner. I mitten fanns en excersisplats.   Gyllene fortet var epokgörande inom Taiwans moderna kustförsvar.
Fästningen användes första gången 1884 under det Fransk-kinesiska kriget. Efter att Qing hade avstått Taiwan till den japanska kejsaren år 1895 kämpade  taiwaneserna på fästningen, i  Republiken Formosas namn, mot de japanska krigsfartygen. 

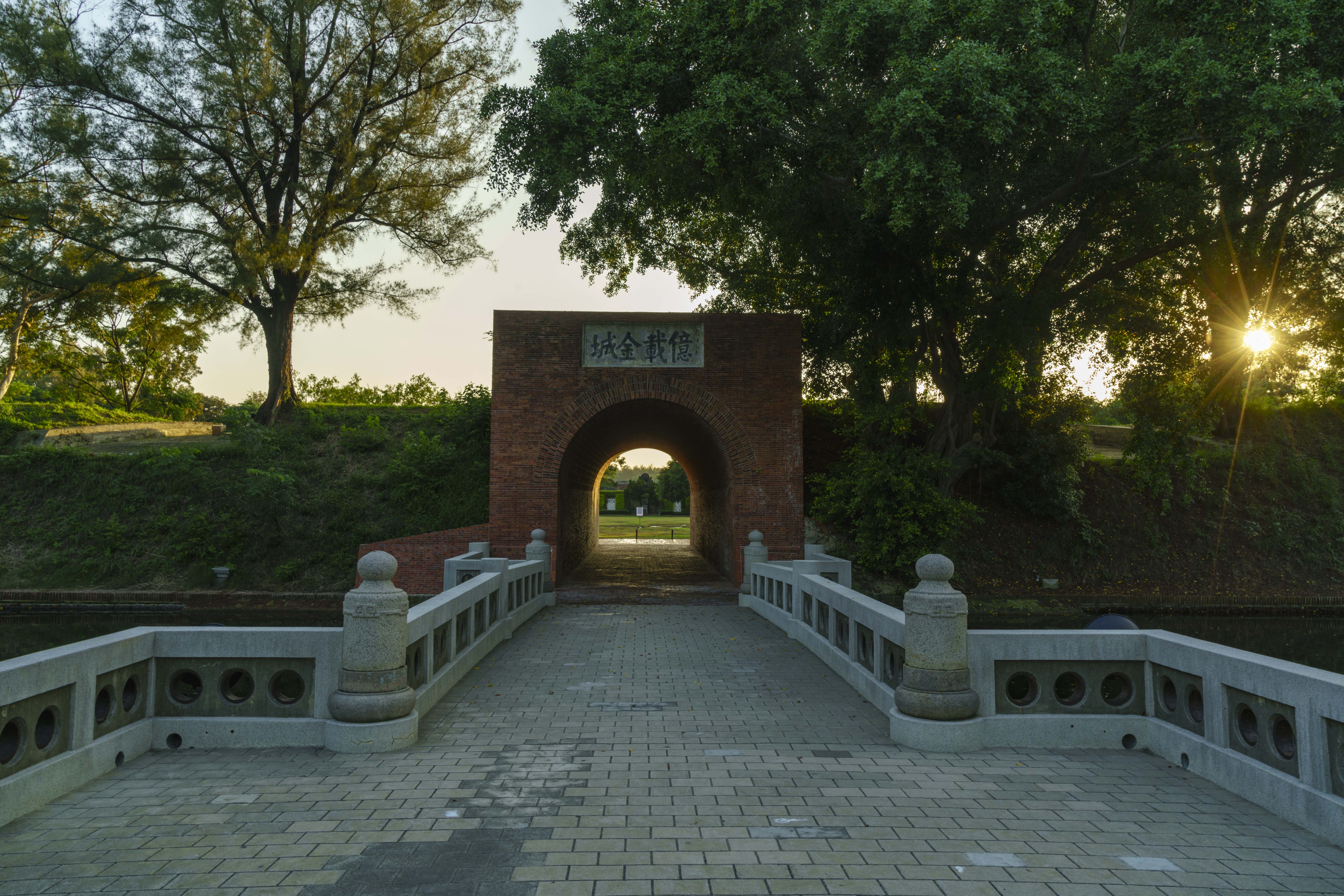
Fästningsporten

Under japanskt styre förlorade Gyllene fortet sin betydelse och under det Rysk-japanska kriget såldes några av kanonerna. Fästningen förföll, men har delvis renoverats. Idag är ytterväggarna  omkring två meter höga och på vallarna växer det träd och buskar. Ingången är en fem meter hög port och på gräsplanen finns en bronsstaty av Shern Baotzen och några nytillverkade kanoner.